# Novazzano

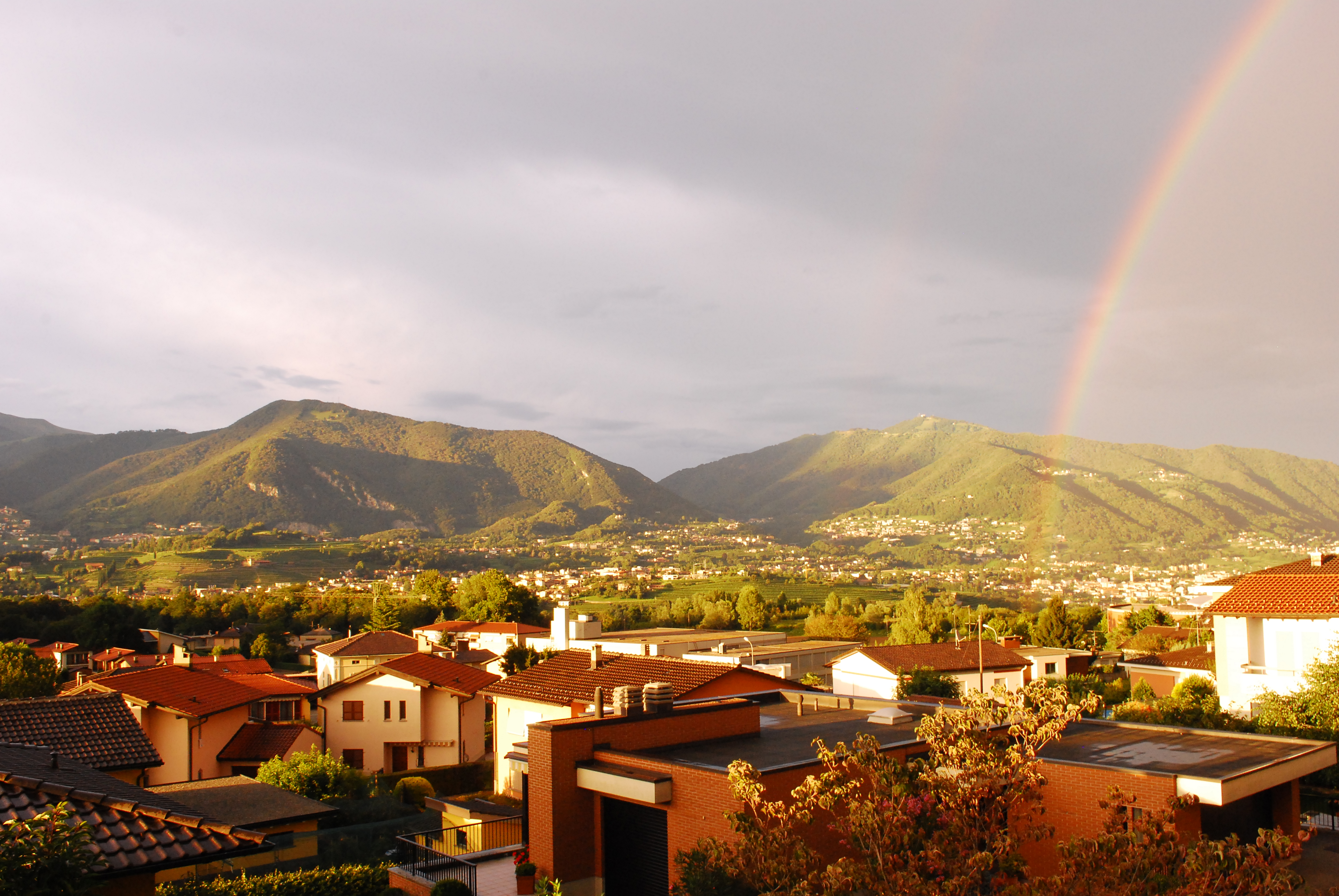
Novazzano

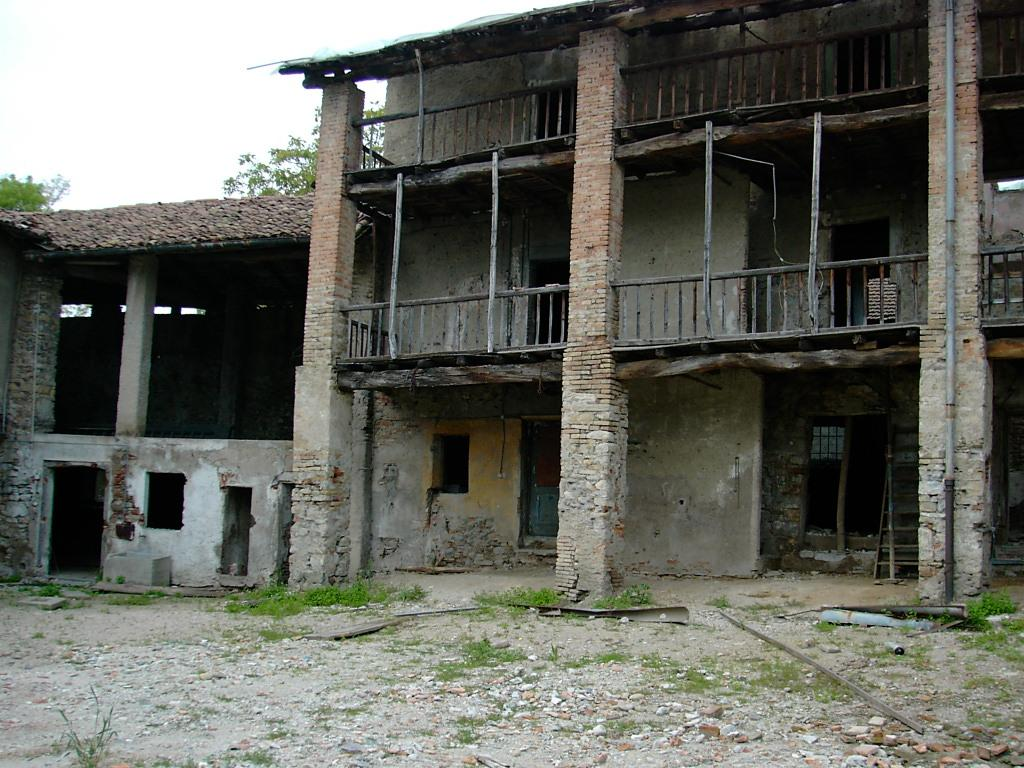
Alte Faktorei

Novazzano ist eine politische Gemeinde im Kreis Stabio, im Bezirk Mendrisio des Kantons Tessin in der Schweiz.

## Geographie
Das Dorf liegt auf 346 m ü. M. an der Grenze gegen Italien, 3 km (Luftlinie) südlich der Station Mendrisio der Linie Bellinzona-Lugano-Chiasso der Gotthardbahn. Die Gemeinde umfasst die Fraktionen Brusata, Gaggio, Boscherina, Casate, Canova, Castel di Sotto und Pobbia.
Die Nachbargemeinden sind im Norden Mendrisio und Coldrerio, im Osten Balerna, im Süden Chiasso und Uggiate con Ronago (IT-CO) und im Südwesten Bizzarone (IT-CO).

## Geschichte
Das Dorf war schon während der Etrusker- und der Römerzeit bewohnt. Erstmals erwähnt wurde es im Jahr 875 als Nepotiano nach einer adligen Familie namens „De Novezano“. Der Bischof von Como besass hier Grundrechte, die 1043 und 1055 von Heinrich III. (HRR) bestätigt wurden. Novazzano wurde 1170 der Grafschaft Seprio zugesprochen.

## Bevölkerung
Einwohnerzahlen: Volkszählungsdaten

## Sehenswürdigkeiten
Das Weilerbild von Brusata ist im Inventar der schützenswerten Ortsbilder der Schweiz (ISOS) als schützenswertes Ortsbild der Schweiz von nationaler Bedeutung eingestuft.
- Pfarrkirche Santi Quirico e Giulitta (1776/1779), Architekt: Innocente Regazzoni[9]
- Oratorium dell’Annunciata mit Fresken (um 1584) des Malers Giovanni Battista Tarilli[9]
- Oratorium Santissima Trinità im Ortsteil Castel di Sotto (12. oder 13. Jahrhundert) mit Stuckarbeiten des Bildhauers Agostino Silva[10][9]
- Villa Riva mit Malereien der Kunstmaler Antonio Rinaldi[11][12] und Innocente Chiesa[13][9]
- Oekonomische Wohnhäuser (1989/1993), Architekt: Mario Botta[9]
- Altersheim Girotondo (1992/1997), Architekt: Mario Botta[9][14]
- Wohnhaus mit Fresken (Anfang 15. Jahrhundert) des Malers Antonio da Tradate (?)[15][16][9]
- römische Ara (Altar)[9]
- Burgruine im Ortsteil Castel di Sotto[9].

## Kultur
- Associazione degli Amici dell’Atelier Calcografico di Novazzano[17][18]

## Sport
- Associazione Sportiva Novazzano (Fussballmannschaft)[19]